# Chilly-sur-Salins
Chilly-sur-Salins – miejscowość i gmina we Francji, w regionie Burgundia-Franche-Comté, w departamencie Jura.
Według danych na rok 1990 gminę zamieszkiwało 97 osób, a gęstość zaludnienia wynosiła 8 osób/km² (wśród 1786 gmin Franche-Comté Chilly-sur-Salins plasuje się na 646. miejscu pod względem liczby ludności, natomiast pod względem powierzchni na miejscu 325.).